# Magasa
Magasa is een gemeente in de Italiaanse provincie Brescia (regio Lombardije) en telt 174 inwoners (31-12-2004). De oppervlakte bedraagt 19,1 km², de bevolkingsdichtheid is 10 inwoners per km².

## Demografie
Magasa telt ongeveer 95 huishoudens. Het aantal inwoners daalde in de periode 1991-2001 met 20,6% volgens cijfers uit de tienjaarlijkse volkstellingen van ISTAT.
| Jaar | Inwoneraantal |
| ---- | ------------- |
| 1991 | 238           |
| 2001 | 189           |

## Geografie
Magasa grenst aan de volgende gemeenten: Bondone (TN), Tiarno di Sopra (TN), Tignale, Tremosine, Valvestino.